# 32º Reggimento Trasmissioni
Il 32º Reggimento trasmissioni ha sede a Padova ed è costituito dai due battaglioni Valles e Frejus.

## Storia
Il 32° Reggimento Trasmissioni ha sede a Padova nella Caserma intitolata alla Medaglia d’Oro al Valor Militare Luigi Pierobon ed è inquadrato alle dipendenze del Comando Trasmissioni di Roma. 
Il Reggimento ha alle dipendenze il Battaglione “Valles” e il 21° Reparto Lavori C4 dislocati nella città di Padova e il Battaglione “Frejus” e il 13° Reparto Lavori C4 dislocati nella città di Torino. 
Il 32° Reggimento Trasmissioni nasce il 19 settembre 1992 quando eredita la Bandiera di Guerra e le tradizioni del 32° Battaglione Trasmissioni “Valles”. 
Le gloriose origini del Reggimento risalgono ai primi reggimenti del genio telegrafico e in particolare alle unità:
- 16ᵅ Compagnia telegrafisti che si distinse il 9 agosto 1866 durante la 3ᵅ Guerra d'Indipendenza, trasmettendo il celebre telegramma di Giuseppe Garibaldi capo del Corpo Volontari Italiani "Ho ricevuto il dispaccio n.1073. Obbedisco";
- 39ᵅ compagnia della Divisione di Padova che si distinse durante la 1° Guerra Mondiale trasmettendo oltre 700 messaggi indispensabili per la riuscita dell’offensiva del Piave tra il 27 ottobre al 4 novembre 1918.

## Riconoscimenti
Il 28 settembre 2024 il 32° Reggimento Trasmissioni ha ricevuto la Cittadinanza Onoraria del Comune di Cittadella.

## Comandanti dal 1992 a oggi
"32° Reggimento Trasmissioni" (dal 1992)
- 1° Comandante Col. t sp RN Luigi DORONZO, dal 19.09.92 al 26.09.96

- 2° Comandante Col. t sp RN Giuseppe D’ALO’, dal 27.09.96 al 24.07.97

- 3° Comandante Col. t sp RS Giulio LONGANESI, dal 25.07.97 al 24.07.98

- 4° Comandante Col. t sp RN Luigi DORONZO, dal 25.07.98. al 18.04.00

- 5° Comandante Col. t sp RS Domenico CIOCIA, dal 19.04.00 al 20.01.04

- 6° Comandante Ten. Col. t sp RS Giovanni BATTISTELLA dal 21.01.2004 al 06.05.2004

- 7° Comandante Col. t. (tlm) sp RN Arturo BRANCATI dal 07.05.2004 al 12.10.2006

- 8° Comandante Col. t. (tlm) sp RN Ignazio RUSSO dal 13.10.2006 al 23.10.2008

- 9° Comandante Col. t. (tlm) sp RN Renato Costantino LEPORE dal 24.10.2008 al 29.10.2009

- 10° Comandante Col. t. (tlm) sp RN Felice COFINI dal 30.10.2009 al 19.11.2010

- 11° Comandante Col. t. (tlm) t. ISSMI Natalino APPETECCHIA dal 19.11.2010 al 14.12.2011

- 12° Comandante Col. t. (tlm) t. ISSMI. Mauro NIGRI dal 14.12.2011 al 24.05.2013

- 13° Comandante Ten. Col. t. (tlm) Giusto Giuseppe ALOISIO dal 24.06.2013 al 04.10.2013

- 14° Comandante Col. t. (tlm) ISSMI Baldo Paolo SANTINELLI dal 04.10.2013 al 12.05.2016

- 15° Comandante Col. t. (tlm) ISSMI Alessandro NIGRI dal 13.05.2016 al 10.12.20

- 16° Comandante Col. t.(EW) t.ISSMI Salvatore CHIRIATTI dal 11.12.20 al 13.10.22

- 17° Comandante Col. t. (tlm) t.ISSMI Massimiliano GATTI dal 14.10.22 a 14.09.23

- 18° Comandante Col. t. (tlm) t.ISSMI Salvatore COPPOLA dal 15.09.22 a tutt'oggi

## I battaglioni
- Il Battaglione "Valles" ha sede nel sedime del Comando di reggimento, a Padova, ed è forte di due compagnie, la 16ª Centro Sistemi C4, e la 39ª svolgente la gestione delle Stazioni Radio Interforze presenti in Veneto, Friuli Venezia Giulia e Trentino Alto Adige.
- Il Battaglione Frejus ha alle proprie dipendenze la 1ª e la 2ª compagnia entrambe dislocate in Torino.

## Partecipazione a missioni all'estero e in Italia
Il Reggimento inviando il proprio personale singolarmente o con complessi minori, a supporto delle unità dispiegate, ha partecipato sia a missioni militari internazionali come ISAF in Afghanistan, KFOR in Kosovo, SFOR e ALTHEA in Bosnia e LEONTE in Libano e sia alle Operazioni in Italia come Strade Sicure.

## Stemma
Lo stemma del reggimento, concesso con D.P.R. del 28 ottobre 1976, è rappresentato da uno scudo inquartato: 1° quarto e 4° quarto il simbolo della città di Padova mentre 2° e 3° quarto sono in argento pieno; in basso è presente una lista d'oro riportante il motto «Con impegno e con ingegno».

## Insegne e Simboli
- Il Reggimento indossa il fregio dell'Arma delle trasmissioni. Il fregio delle Trasmissioni evidenzia con la presenza di due asce incrociate l'origine dall'Arma del genio.

L'insegna è completata da scariche elettriche e da un'antenna radio circolare a sei braccia, il tutto posto sotto una bomba fiammeggiante.
- Le mostrine del Reggimento sono le fiamme a due punte azzurro elettrico con bordo amaranto; alla base della mostrina si trova la stella argentata a 5 punte, simbolo delle forze armate italiane.

## Festa del reggimento
- La festa del reggimento si svolge il 24 giugno, anniversario della battaglia del solstizio del 1918.